# Aquita rufescens
Aquita rufescens är en fjärilsart som beskrevs av George Francis Hampson 1894. Aquita rufescens ingår i släktet Aquita och familjen trågspinnare. Inga underarter finns listade i Catalogue of Life.